# Décembre 1991

## Événements
- 1er décembre : l'Ukraine vote par référendum son indépendance.
- 4 décembre : cessation d'activité de la compagnie américaine Pan Am.
- 8 - 21 décembre : sommet de Minsk. La Russie, la Biélorussie et l'Ukraine créent la CEI (Communauté des États indépendants), l'URSS est dissoute.
- 9 décembre :
  - En Pologne, Lech Wałęsa est élu président de la République.
  - Traité de Maastricht, qui sera signé en février 1992.
- 12 décembre : Abuja devient la capitale fédérale du Nigeria.
- 14 décembre : passage de la Flamme Olympique des Jeux d'Hiver d'Albertville à la Défense (Courbevoie), et disparition de Jérôme Cantet dans la même zone, le même jour.
- 16 décembre : indépendance du Kazakhstan.
- 20 décembre : fondation du Conseil de Coopération Nord Atlantique.
- 23 décembre : Attentat de la voie rapide de Ferihegy dans la banlieue de Budapest.
- 24 décembre : la Russie est reconnue par les Occidentaux comme État continuateur de l'Union soviétique et lui succède au Conseil de sécurité des Nations unies.
- 25 décembre : Mikhaïl Gorbatchev démissionne de son poste de président de l'Union soviétique puis transmet à Boris Eltsine, président de la Russie, le contrôle de l'armement nucléaire.
- 26 décembre : succès du Front islamique du salut (FIS) au premier tour des Élections législatives algériennes de 1991.

## Naissances
- 2 décembre : Charlie Puth, chanteur, compositeur, musicien
- 3 décembre : Simon Desthieux, biathlète français
- 4 décembre : Lomepal, rappeur et skateur parisien dit « Antoine »
- 6 décembre : Andréa Fileccia, footballeur belgo-italien.
- 9 décembre :
  - Langston Galloway, basketteur américain.
  - Minho chanteur, danseur, acteur, mannequin et parolier sud-coréen.
  - PnB Rock, rappeur, chanteur et auteur-compositeur américain († 19 septembre 2022).
- 12 décembre :
  - Aasiya Kazi, actrice indienne.
  - Jaime Lorente, acteur espagnol.
- 19 décembre : Jorge Blanco, acteur, chanteur mexicain.
- 21 décembre : Otis Dozovic, catcheur américain.
- 22 décembre :
  - Maja Jager, archère danoise.
  - Răzvan Martin, haltérophile roumain.
  - Marine Sansinena, céiste française.
- 24 décembre : Louis Tomlinson , membre des One Direction depuis 2010.
- 27 décembre :
  - Jimmie Sherfy, joueur de baseball américain.
  - Danny Wilson, footballeur international écossais.
- 28 décembre : Shizuka Ōya, chanteuse japonaise.

## Décès
- 9 décembre : Berenice Abbott, photographe américaine (° 17 juillet 1898).
- 11 décembre : Mario Tobino, poète, écrivain et psychiatre italien. (° 16 janvier 1910)
- 13 décembre : Raymond Gernez, homme politique français, maire de Cambrai de 1945 à 1977. (° 27 novembre 1906).
- 15 décembre : Vassili Zaïtsev, tireur d'élite soviétique et héros durant la Seconde Guerre mondiale (° 23 mars 1915).
- 20 décembre : Albert Van Vlierberghe, coureur cycliste belge (° 18 mars 1942).
- 22 décembre : Hans Edmund Wolters, ornithologue allemand (° 11 février 1915).
- 23 décembre : Ernst Křenek, compositeur autrichien (° 23 août 1900).
- 25 décembre : Orane Demazis, actrice française (°18 septembre 1904).
- 30 décembre : Pierre Vermeylen, homme politique belge (° 8 avril 1904).